# Gornji Babin Potok
Gornji Babin Potok is een plaats in de gemeente Vrhovine in de Kroatische provincie Lika-Senj. De plaats telt 72 inwoners (2001).